# 次大麻酚
次大麻酚（CBV）是一种非精神活性大麻素，化学式为C19H22O2，但不会产生在THC中发现的兴奋副作用。它少量存在于大麻中，是大麻酚的类似物，其侧链烷基少两个亚甲基（-CH2-）。CBV是四氢次大麻酚（THCV, THV）的氧化产物。